# Compile Heart
COMPILE HEART Co.,Ltd. (株式会社コンパイルハート?, Kabushikigaisha Konpairu Hāto) è una software house e casa editrice giapponese fondata il 2 giugno 2006. È una divisione di Idea Factory.
In precedenza la società è stata gestita dall'ex dirigente della Compile Moo Niitani, prima del suo ritiro in dicembre 2006.
Tra i titoli sviluppati, Dungeon of Windaria e Jigoku Shōjo Akekazura per Nintendo DS, Octomania e Sugoro Chronicle: Migite ni Ken wo Hidarite ni Saikoro wo per Nintendo Wii, Megazone 23: Aoi Garland e Hyperdimension Neptunia per PlayStation 3, e Record of Agarest War: Re-appearance e Cross Edge per PlayStation 3 e Xbox 360.
La compagnia è nota anche per la sua serie, conosciuta in Giappone con il nome Genkai Tokki di cui fanno parte Moe Chronicle, pubblicato per console Playstation Vita per il mercato giapponese il 15 maggio 2014 e successivamente per PC Windows il 16 agosto 2017. Il titolo ha visto anche un'edizione remaster, Moero Chronicle Hyper, per console Nintendo Switch, disponibile dal 26 aprile 2019 in tutto il mondo.